# ذبابة لاسعة
ذبابة لاسعة أو داكس أو ذبابة الثمار (الاسم العلمي: Dacus)، جنس حشرات من رتبة ذوات الجناحين وفصيلة ذبابة الفاكهة.

## التصنيفيات
تم التعرف على العديد من الجُنيسات في جنس الذبابة اللاسعة:

- Ambitidacus
- Callantra
- Dacus
- Didacus
- Leptoxyda
- Lophodacus
- Mellesis
- Neodacus
- Psilodacus